# Low Rider (War)
Low Rider è una canzone dei War apparsa nell'album Why Can't We Be Friends? del 1975.

## Cover

### Exodus
Gli Exodus ne hanno registrato una cover, pubblicata nell’album Fabulous Disaster, del 1989.

### Korn
I Korn hanno fatto una versione accorciata della canzone della durata di 58 secondi, cantata nell'occasione dal chitarrista Brian "Head" Welch, e l'hanno inserita nel loro secondo album in studio Life Is Peachy del 1996.

### Son of Dave
I Son of Dave hanno fatto una cover della canzone, terzo singolo estratto dell'album 03 nel 2006. Anche la canzone Squat That Rabbit è una cover, del cantante blues Taj Mahal.

#### Tracce
1. Low Rider - 3:22
2. Squat That Rabbit - 3:25

### Altri usi
Un campionamento del brano è stato utilizzato per la canzone G.D.F.R. del rapper Flo Rida del 2014.